# Pholcus crassus
Pholcus crassus är en spindelart som beskrevs av Paik 1978. Pholcus crassus ingår i släktet Pholcus och familjen dallerspindlar. Inga underarter finns listade i Catalogue of Life.